# Мікі Джеймс
Мікі Ларі Джеймс (англ. Mickie Laree James; нар. 31 серпня 1979, Вірджинія, США) — американська реслерка. Відома виступами на аренах World Wrestling Entertainment (WWE) та TNA Wrestling.

## Життєпис
Професійну кар'єру у реслінґу Джеймс почала у 1999 році в незалежних промоціях, де виступала під ім'ям Плексіс Ларі. У червні 2002 року уклала угоду з Total Nonstop Action Wrestling. У жовтні 2005 року уклала угоду з WWE. На РестлМанії 22 завоювала свій перший титул Чемпіонки Дів WWE (всього за виступи в WWE Мікі Джеймс завоювала 5 титулів Чемпіонки Дів WWE). 22 квітня 2010 була звільнена з компанії.
У квітні 2010 року з'явилася на ринґу World Wrestling Council, де в команді з Карлітос перемогла ОДБ і Крістофера Данієлса. 11 липня знову перемогла ОДБ в одиночному поєдинку.
7 серпня на «Hardcore Justice» Джеймс програла титул Чемпіонки Нокаутів реслерці Вінтер. Вже 1 вересня вона повернула собі титул, ставши дворазовою володаркою цього титулу.